# Arroyo Pantueño
Arroyo Pantueño är ett vattendrag i Spanien.   Det ligger i provinsen Provincia de Madrid och regionen Madrid, i den centrala delen av landet, 19 km öster om huvudstaden Madrid.